# Saboteur II: Avenging Angel
Saboteur II: Avenging Angel — компьютерная игра 1987 года для компьютеров ZX Spectrum, Amstrad CPC, IBM PC и Commodore 64, сиквел игры Saboteur!.
Игра известна огромным лабиринтом, грациозными движениями главной героини и таинственной обстановкой. Впрочем, поначалу игра кажется сложной и скучной, поэтому её оценки варьировались от хвалебных до разгромных.
По тем временам сделать серьёзного (не комичного) персонажа женщиной было большим достижением. Сам Таунсенд об этом сказал: «Я хотел чего-то необычного, и этого в других играх не было. Сейчас, после Tomb Raider, это приелось, но тогда это было несколько странным. Женщина-ниндзя — а почему бы и нет?»

## Сюжет
Герой игры Saboteur!, хоть и выполнил своё задание и покинул склад живым, был устранён своими же заказчиками. Оказалось, что дискета, которую он вынес со склада, содержала координаты нового командного центра, принадлежащего диктатору. Здание находится на неприступном холме, обнесено электрическим забором и охраняется роботами. Ваш герой — сестра героя первой части, женщина-ниндзя Нина, позывной «Ангел» — попадает на крышу здания на дельтаплане. За ограниченное время требуется перепрограммировать баллистическую ракету, обесточить забор и уйти — для этого нужно угнать мотоцикл и с разгона повалить ворота.

## Игровой процесс
В общих чертах игровой процесс остался таким же, как и в первой части, но стал несколько сложнее: ниндзя бегает по лабиринту (в вертикальном разрезе), снимая охрану голыми руками и подручными предметами. Охранники с собаками превратились в андроидов с пантерами. Изменён набор боевых приёмов — теперь героиня не беззащитна против пантер (в первой части против собак работал только неудобный диагональный бросок). И главное — лабиринт стал размером в несколько сотен экранов. По этому лабиринту разбросаны 14 кусков перфоленты.
Безопасных мест стало меньше — враги не убиваются с первого удара, а их зона патрулирования больше не ограничивается одним экраном. В туннелях обитают летучие мыши, которые больно кусают.
В игре 9 уровней сложности. Изначально доступен только первый, после выполнения задания даётся пароль к следующему уровню. Уровни отличаются только заданием: на первом уровне достаточно найти мотоцикл и уехать, на последних нужно найти всю перфоленту, заложить её в пульт управления ракетой, обесточить забор и уехать. На некоторых уровнях сложности приходится покидать здание пешком: мотоцикла нет, но и дыра в заборе, сделанная в предыдущем задании, никуда не делась.

## Оценки
| Иноязычные издания | Иноязычные издания |
| Издание            | Оценка             |
| ------------------ | ------------------ |
| CVG                | 27/40              |
| CU Amiga-64        | 81 % (пре-релиз)   |
| Zzap!64            | 52 % (пре-релиз)   |
| ASM                | 36/40              |

## Интересные факты
- Имя героини — Нина — оказалось известно по рабочим скриншотам. В тех же рабочих скриншотах вместо пантер были знакомые по первой части собаки.[13]
- В игре есть серьёзный эксплойт. В западной сети подвалов в одном из ящиков находятся два куска перфоленты. Если подойти к нему с каким-либо предметом в руках и перебирать его содержимое, игнорируя надпись «stash searched», можно получить сколько угодно кусков[14].
- На одном из экранов спрятан телепорт[15].
- В лабиринте есть секретная комната, дающая бессмертие[16], и секретная пятнадцатая перфолента[17].
- В версии для DOS ниндзя красный, это связано с ограничениями монитора CGA. На обложке почему-то изображён ниндзя-мужчина.[18]
- Существовала неофициальная версия (ремастеринг) для Commodore Plus/4.[18]
- Автор мелодии — классик чиптюн-музыки Роб Хаббард.
- Самый сложный уровень — не девятый, а восьмой. У рекордсмена осталось всего 22 единицы времени из 550[19]. Если вместо секретной перфоленты брать обычную, времени гарантированно не хватит.
- Есть множество домыслов по поводу того, можно ли запустить ракету. Отдельные руководства той эпохи давали коды к первым четырём уровням, утверждая, что в четвёртом задание — улететь на ракете.